# Ränneslöv-Ysby församling
Ränneslöv-Ysby församling tillhör Göteborgs stift och Halmstads och Laholms kontrakt i Laholms kommun. Församlingen ingår i Höks pastorat.

## Administrativ historik
Församlingen bildades 2002 genom sammanslagning av Ränneslövs församling och Ysby församling och den sammanslagna församlingen bildade då till 2014 ett eget pastorat. Från 2014 ingår församlingen i Höks pastorat.

## Kyrkor
- Ysby kyrka
- Ränneslövs kyrka